# Marie-Étienne Nitot
Marie-Étienne Nitot (* 2. April 1750 in Paris; † 9. September 1809 ebenda) war ein französischer Juwelier, Hoflieferant für Napoleon Bonaparte und Gründervater des Schmuckherstellers Chaumet.

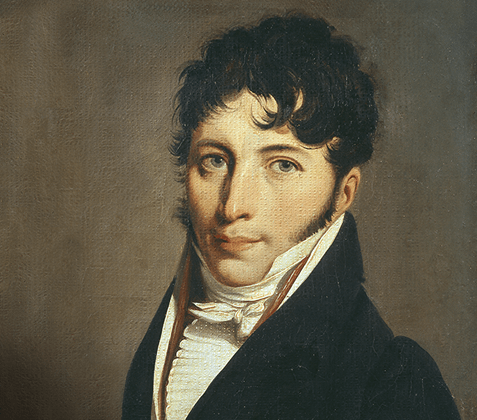
Marie-Étienne Nitot

## Leben
Nitot wurde als zweites Kind des Händlers Claude-Antoine Nitot und seiner Frau Marie Appoline Girard in Paris geboren. Von seinen sechs Geschwistern wurden drei weitere später Juweliere. Er lernte das Goldschmiedehandwerk bei Ange-Joseph Aubert, dem Hofjuwelier von Königin Marie Antoinette von Frankreich. Im Jahr 1779 heiratete er die aus der Nähe von Düsseldorf stammende Marie Catherine Endiger. 

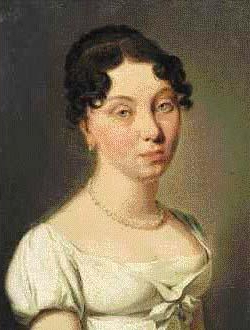
Marie Catherine Endiger

Nach Abschluss seiner Lehre ließ er sich im Jahr 1780 in Paris nieder. Dort überlebte er die französische Revolution und wurde 1802 zum persönlichen Juwelier von Kaiserin Joséphine de Beauharnais und Hoflieferant der französischen Krone. Dabei unterstützte ihn sein Sohn François Regnault (1779–1853), der in der Zwischenzeit bei ihm in die Lehre gegangen war. Nitot und sein Sohn bemühten sich um die Wiederauffindung und gegebenenfalls Reparatur der französischen Kronjuwelen, nachdem diese während der Revolution quer durchs Land verstreut und häufig beschädigt oder zerlegt worden waren.
Nach seinem Tod benannte Napoleon Nitots Sohn umgehend als dessen Nachfolger. Dieses Amt füllte er bis zum Sturz Napoleons 1815 aus. Danach verkaufte François Regnault Nitot das Geschäft seines Vaters an den gemeinsamen Mitarbeiter Jean-Baptiste Fossin.

## Werke
Marie-Étienne Nitot fertigte mehrere herausragende Schmuckstücke der Zeit an und wurde so zu einem der begehrtesten Juweliere Europas. Neben Napoleons Krone und dem imperialen Schwert stellte er Brautschmuck für Joséphine de Beauharnais und Marie-Louise von Österreich her. Außerdem stammt aus seiner Hand eine Tiara für Papst Pius VII., die Napoleon diesem als Dank für seine Krönung überreichte.
Eine beeindruckende Saphir Parure im Besitz des schwedischen Königshauses wird ebenfalls Nitot zugeschrieben. Es handelte sich wohl um ein Hochzeitsgeschenk Napoleons an seine Stieftochter Auguste von Bayern.